# Sedgewick
Sedgewick is een plaats (town) in de Canadese provincie Alberta en telt 891 inwoners (2006).